# Ernesto Corripio Ahumada
Ernesto Corripio Ahumada, född den 29 juni 1919 i Tampico i Mexiko, död den 10 april 2008, var en av romersk-katolska kyrkans kardinaler.
Han var ärkebiskop, först av Pueblo och sedan av Ciudad de Mexico. Han kreerades till kardinal 1979.